# De Vrouw
De Vrouw was een Belgisch-Nederlands tijdschrift dat tweewekelijks verscheen en uitgegeven werd door de Hollandsch-Vlaamsche Vrouwenbond.

## Geschiedenis
Het socialistisch-feministisch tijdschrift werd opgericht door Emilie Claeys en Nellie van Kol op 15 juni 1893. De eerste editie verscheen een maand later op 15 juli 1893.
In De Vrouw werden syndicale en sociale eisen van het statuut van vrouwen gepubliceerd en werd onder andere gepleit voor 'gelijk loon voor gelijke arbeid' en 'de toelating van vrouwen tot alle beroepen, openbare betrekkingen en wetgevende lichamen'. Dat de 'vrouw als minderwaardig werd bestempeld ten opzichte van de man in de samenleving' werd betreurd. Ten slotte werden ook praktische aanwijzingen over geboorteregeling en voorbehoedsmiddelen gegeven en verdedigd in het blad, met als gevolg dat het blad in België op de katholieke index van verboden lectuur belandde.
De laatste editie verscheen op 1 september 1900.